# Parque Nacional de Tunkinsky
O Parque Nacional de Tunkinsky (em russo: «Тункинский»), também conhecido por Parque Nacional de Tunka) é uma área protegida na Rússia, situada no sul da Sibéria Central. Cobre uma região montanhosa centrada no vale do rio Irkut (também referido como o vale de Tunka) que continua do lago Baikal para sudoeste, à beira da Mongólia. A norte e a oeste do vale é a borda oriental das montanhas de Sayan. A leste estão as pequenas montanhas de Chamar-Daban. O parque tem cerca de 1 183 662 hectares, ocupando a totalidade do distrito de Tunkinsky da República da Buriácia. Encontra-se a aproximadamente 200 quilómetros a sudoeste da cidade de Irkutsk.

## Topografia
A geografia da região de Tunkinsky inclui paisagens dramáticas, apresentando fendas e vales glaciais, montanhas, fontes termais, prados de montanha, cascatas e muitos habitats associados. O parque encontra-se em um ponto de encontro entre a taiga, a estepe, a floresta alpina e os ecossistemas do lago Tunkinsky, e o vale de Tunka. Encontra-se entre os dois grandes lagos de Sibéria - lago Baikal e lago Hovsgol. As alturas das montanhas variam de 668 metros a 3172 metros. O vale central do Irkut é plano com o solo fértil bem adaptado à agricultura. Há um número de estabelecimentos pequenos no vale, pela maior parte habitado pelo povo indígena de Buryat de Sibéria.

## Clima
O clima desta região é um clima continental (Classificação do Clima de Koeppen) com influências de clima subártico; os inverno são secos e frios, e o verão é fresco. Cai cerca de 595 mm de precipitação por ano (sendo a maior parte dela no verão).

## Turismo
A pequena estância balneária de Arshan, na República da Buriácia, fica na base das Montanhas Sayan e é conhecida pelas suas fontes de água mineral. Há toda uma infraestrutura desenvolvida na cidade, incluindo hotéis, banhos, e cafés. A área é bem conhecida por caminhadas de mochila às costas e pela prática de caiaque, montanhismo e escalada.